# VC维
瓦普尼克-契尔沃年基斯维（Vapnik-Chervonenkis Dimension），简称VC维，由弗拉基米尔·瓦普尼克与阿列克谢·契尔沃年基斯提出。在VC理论中，VC维是对一个可学习分类函数空间的能力（复杂度，表示能力等）的衡量。它定义为算法能“打散”的点集的势的最大值。
直观地，一个分类模型的能力与其复杂程度相关。例如，考虑一个高次多项式的分类模型：若函数值大于0则分类为正，反之则分类为负。高次多项式能够“摆动”的范围很大，所以能够很好地拟合给定的点集。当然因此，这样的模型也很可能会在其他符合原点集趋势的点集上分类错误。我们说这一多项式是高能力的。如果考虑一个简单的线性分类模型，就不一定能够很好地拟合给定的点集。

## 定义

### 集合族的VC维
给定一集合族{\displaystyle H}与一集合{\displaystyle C}，定义其交为如下的集合族：
{\displaystyle H\cap C:=\{h\cap C\vert h\in H\}}
称{\displaystyle H}能打散{\displaystyle C}，当且仅当{\displaystyle H\cap C}包含{\displaystyle C}的所有子集，即
{\displaystyle \vert H\cap C\vert =2^{\vert C\vert }}
{\displaystyle H}的VC维定义为能被{\displaystyle H}打散的势最大的集合的势。

### 分类模型的VC维
对一个参数记为{\displaystyle \theta }的分类模型{\displaystyle f}，称模型{\displaystyle f}能够打散一点集{\displaystyle X=\{x_{1},x_{2},\cdots ,x_{n}\}}，当且仅当对任意标签集{\displaystyle Y\in \{-1,+1\}^{n}}都存在参数{\displaystyle \theta ^{*}}使得{\displaystyle f_{\theta ^{*}}}在{\displaystyle (X,Y)}上分类完全正确。
模型{\displaystyle f}的VC维定义为能被{\displaystyle f}打散的势最大的点集的势，或等价地，满足存在{\displaystyle X}，{\displaystyle \vert X\vert =D}使得{\displaystyle f}能打散{\displaystyle X}的最大的{\displaystyle D}。